# József Sir
József Sir (* 28. April 1912 in Budapest als József Schier; † 22. September 1996 ebenda) war ein ungarischer Leichtathlet, der sich auf den Sprint spezialisiert hatte.

## Biografie
József Sir gewann bei den Leichtathletik-Europameisterschaften 1934 in Turin, der ersten Europameisterschaft der Leichtathletik überhaupt, drei Medaillen. Im 200-Meter-Lauf gewann er die Silbermedaille, ebenso mit der ungarischen Sprintstaffel. Im 100-Meter-Lauf kam eine Bronzemedaille hinzu.
Ebenfalls 1934 gewann Sir das Rennen über 100 Yards bei den britischen Amateurmeisterschaften in einer Zeit von 9,9 s.
Noch erfolgreicher war Sir bei den International University Games, den Vorläufern der heutigen Universiade. In seiner Heimatstadt Budapest siegte er 1935 sowohl über 100 m als auch über 200 m und mit der Sprintstaffel. Einen weiteren Sieg konnte er 1939 in Wien über 100 m feiern. Über 200 m erreichte er eine Silbermedaille, Bronzemedaillen gab es mit der Sprintstaffel sowie mit der speziellen 10-mal-200-Meter-Staffel.
Bei den Olympischen Sommerspielen 1936 in Berlin wurde Sir in allen drei Sprintdisziplinen eingesetzt. Über 100 m schaffte er es bis ins Halbfinale, hier schied er in seinem Lauf als Letzter aus. Im 200-Meter-Lauf kam er bis ins Halbfinale, in dem er als Vierter seines Laufes ausschied. Die ungarische Sprintstaffel mit ihm als Schlussläufer scheiterte als Dritte im Vorlauf.
Auf nationaler Ebene war József Sir sehr erfolgreich. 1934, 1935 und 1939 war er ungarischer Meister über 100 m. In denselben Jahren gelang ihm die Meisterschaft über 200 m.
Sirs Bestzeit über 100 m war 10,4 s, diese erzielte er 1934. Ein Jahr später lief er seine persönliche Bestzeit über 200 m mit 21,4 s.
Sein Neffe László Hammerl wurde bei den Olympischen Spielen 1964 in Tokio im Sportschießen Olympiasieger.